# Сура Аль-Іншикак
Сура Аль-Іншикак (араб. سورة الانشقاق‎) або Розривання — вісімдесят четверта сура Корану. Мекканська, містить 25 аятів.